# Diaparsis moesta
Diaparsis moesta là một loài tò vò trong họ Ichneumonidae.